# 産業財産庁
産業財産庁または産業財産権庁（仏：Institut national de la propriété industrielle、略称：INPI）は、フランスにおいて知的財産を所管する公施設法人である。

## 概要
経済・財政・産業省の下に置かれた公施設法人である。
かつては無審査主義を採用していたが、1968年に審査主義を採用し、出願人の請求により新規性及び進歩性に関する予備サーチレポートを作成している。予備サーチレポートの作成は、従来欧州特許庁(EPO)に全て委託していたが、現在は、フランスを第二庁とする出願に関しては、EPOと同一の基準でフランス産業財産庁が作成している。EPOと同一の基準とはすなわち、サーチレポートには、X文献（新規性）・Y文献（進歩性）が示され、各請求項に対して新規性・進歩性・産業上の利用可能性の有無が示され、また、サーチレポートに付随する見解書において、新規性・進歩性に対するフランス特許庁審査官の判断が示され、出願人に応答義務がある。
また、INPIではソロー封筒という独特の制度を採用している。この制度は、発明者が自分の発明を記載した書類を封筒に封入した状態で、INPIに提出し、これによって秘密の状態のまま、発明日を確保するという制度である。